# Nikolai Nikolajewitsch Nikitin

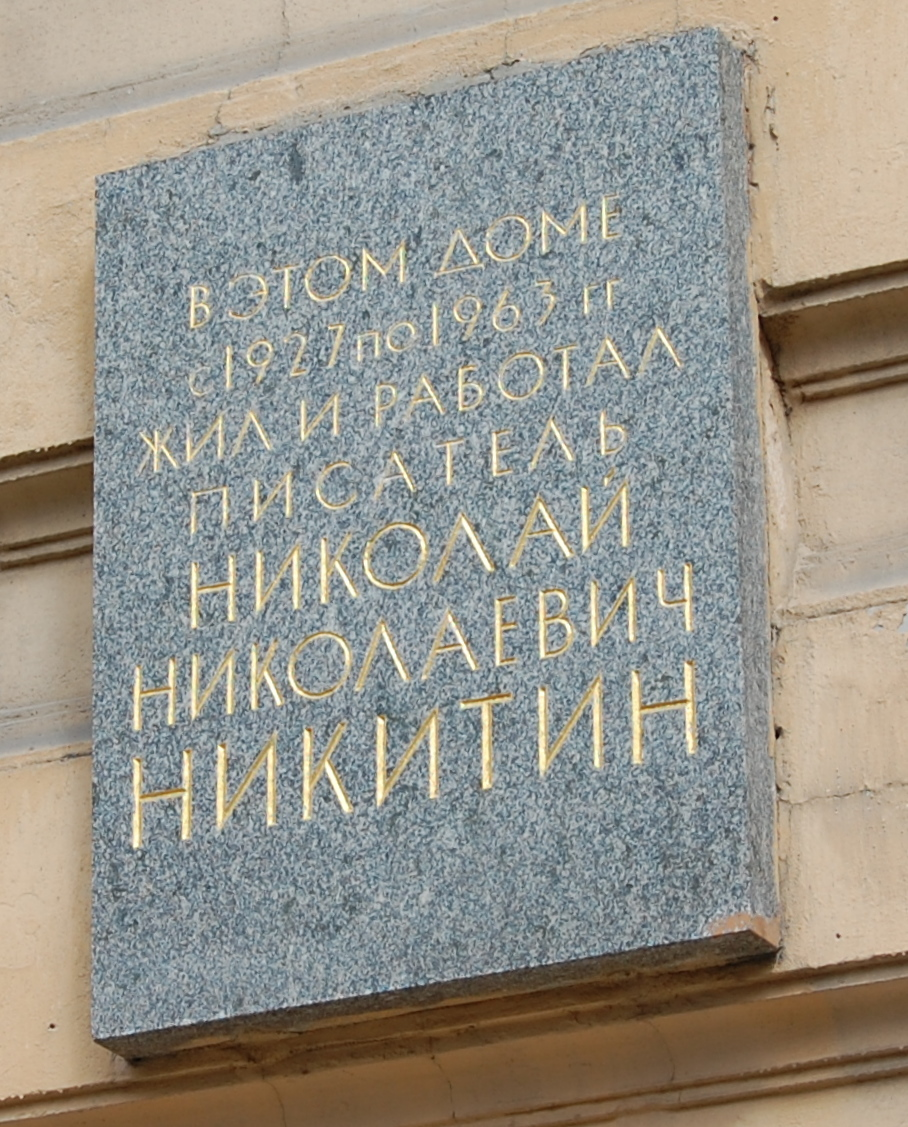
Gedenkplakette für N. N. Nikitin

Nikolai Nikolajewitsch Nikitin (russisch Николай Николаевич Никитин; * 27. Julijul. / 8. August 1895greg. in Sankt Petersburg; † 26. März 1963 in Leningrad) war ein russisch-sowjetischer Schriftsteller.
Nikitin schloss sich 1921 den Serapionsbrüdern an. Er arbeitete bei der Schriftstellervereinigung „Krug“ und veröffentlichte 1922 sein erstes Werk.

## Werke
- Nikolaj Nikitin: Der Flug. Ins Dt. übertr. von Gregor Jarcho, Propyläen-Verlag, Berlin 1926.